# Вузькоколійні залізниці Галичини
Вузькоколійні залізниці Галичини
| № з/н   | Назва основної лінії                                                                       | Довжи- на, км | Дата від- криття |
| 1       | Броди — Шнирів з гілками на Гайдзиське та Зраб                                             | 60            | 1912. 1924       |
| 2       | Верхнє Синьовидне — Корчин — Крушельниця — Сопіт — Довге — Рибник — Зубриця — Мальмансталь | 74            | 1895-1913        |
| 3       | Зубриця — Майдан                                                                           | 10            | 1928             |
| 4       | Сколе — Демня — Коростів — Мала з відгалуженням Святослав — Бутивля                        | 41            | 1888; 1892; 1893 |
| 5       | Стоянів                                                                                    | 7             | 1916             |
| 6       | Турка — Ільинк Завадка                                                                     | 25            | 1907             |
| 7       | Сокільники — Стумосяни — Устеріки                                                          | 41            |                  |
| 8       | Болехів — Тисів — Поляииця — Хірава                                                        | 35.9          | 1911             |
| 9       | Тисів — Лужки                                                                              | 24            |                  |
| 10      | Креховичі — Рожнятів — Перегінське — Осмолода — Бруштури                                   | 60            | 1909             |
| 11      | Креховичі — Рожнятів — Суходіл — Мучівка                                                   | 36            | 1897             |
| 12      | Луги — Лісна                                                                               | 20            |                  |
| ІЗ      | Луги — Мслеціна                                                                            | 8             |                  |
| 14      | Перегінське — Пороги                                                                       | 14            |                  |
| 15      | Осмолода — долина р. Молода                                                                | 16            |                  |
| 16      | Ризарня — долина р. П’строс (Дарів)                                                        | 8             |                  |
| 17      | Видинів-Джурів                                                                             | 20,4          | 1893             |
| 18      | Ворохта — Арджелуджа                                                                       | 6,0           | 1895             |
| 19      | Арджелуджа — Форещанка                                                                     | 7,5           | 1906             |
| 20      | Вигода — Мізунська Солотвина — Яла                                                         | 28            | 1912             |
| 21      | Вигода — Людвиківка — Свіча (Бескид)                                                       | 34            | 1912             |
| 22      | Делятин — Луг                                                                              | 10            | 1921             |
| 23      | Долина — Рахиня — Болехів                                                                  | 27            | 1905             |
| 24      | Микуличнн Поляииця                                                                         | 20.9          | 1914             |
| 25      | Надвірна — Зелена (гілки на Хрепелів та Добошанку)- Рафайлів                               | 33            | 1901             |
| 26      | Рафайлів — Довжинець                                                                       | 10            | 1903             |
| 27      | Рафайлів — Салатрук                                                                        | 9             | 1913             |
| 28      | Зелена — Хрепелів                                                                          | 5             | 1904             |
| 29      | Зелена — Добошанка                                                                         | 5             | 1926             |
| 30      | Новий Лупків — Тісна (Бещадська лісова вузькоколійка)                                      | 24,2          | 1898             |
| 31      | Переворськ — Динів                                                                         | 46,2          | 1904             |
| 32      | Кути — Вижниця — Устеріки — Яблониця                                                       | 62            | 1932             |
| 33      | Татарів — Поляниця                                                                         | 11            | 1915-1916        |
| 34      | Годів — Поморяни — Дунаїв                                                                  | 14            | 1914-1915        |
| 35      | Каменобрід — Воля Добростанська                                                            | 5,5           | 1928             |
| 36      | Красне — Буськ — Яблунівка — Грабівка                                                      | 15            | 1915             |
| 37      | Ожидів — Одесько — Соколівка — Тур’я — Монастирок                                          | 31            | 1924             |
| 38      | Сілець-Тартак — Полонична                                                                  | 29            | Поч. XX ст.      |
| 39      | Сокаль — Грубешів                                                                          | 56            | 1915             |
| 40      | Старий Добротвір — Стремінь                                                                | 25            | 1932             |
| 41      | Вузлове -Середпільці — Мукани — Лопатин — Грицеволя — Шуровичі — Бордуляки                 | 51            | 1914-1915        |
| 42      | Балии — Борщів (загальна довжина 50 км)                                                    | 14,5          | 1916             |
| 43      | Чудей — Кощуя                                                                              | 23,1          | 1907-1908        |
| 44      | Бродіна — Селятин                                                                          | 21            | 1913             |
| 45      | Лопушна — Шепіт                                                                            | 10            | 1910             |
| 46      | Стебний                                                                                    | 5             | 7                |
| 47      | Миговий — Луковець                                                                         | 10            | 1894             |
| Всього: | Всього:                                                                                    | 1149,2        |                  |